# Paweł Paliński
Paweł Paliński (ur. 1979 w Warszawie) – polski pisarz specjalizujący się w fantastyce.
Debiutował w internetowym magazynie Fahrenheit, publikował w Nowej Fantastyka i antologiach Pokój do wynajęcia i Trupojad. W 2009 wydał zbiór opowiadań „4 pory mroku”. W 2014 opublikował powieść Polaroidy z zagłady, za którą w 2015 otrzymał Złote wyróżnienie Nagrody im. Jerzego Żuławskiego Jest współautorem powieści Kamerdyner.